# Marianthus microphyllus
Marianthus microphyllus là một loài thực vật có hoa trong họ Pittosporaceae. Loài này được (Turcz.) Benth. mô tả khoa học đầu tiên năm 1863.